# Proctacanthus mystaceus
Proctacanthus mystaceus är en tvåvingeart som beskrevs av Macquart 1846. Proctacanthus mystaceus ingår i släktet Proctacanthus och familjen rovflugor.
Artens utbredningsområde är Colombia. Inga underarter finns listade i Catalogue of Life.